# Павлов, Алексей Иванович
Алексей Иванович Павлов (20 сентября 1930, Павловка — 13 января 2002, там же) — советский колхозник, Герой Социалистического Труда.

## Биография
Родился 20 сентября 1930 года в селе Павловка (ныне — Одесской области Украины). Окончил школу и сельскохозяйственное училище.
Работал звеньевым механизированного звена в колхозе «Путь Ильича» в родном селе. На обслуживаемых его звеном колхозных полях за восьмую пятилетку было получено по 48 центнеров кукурузы с гектара, а в 1971 году было получено уже по 70 центнеров.
Указом Президиума Верховного Совета СССР от 8 апреля 1971 года за «выдающиеся успехи, достигнутые в развитии сельскохозяйственного производства и выполнении и пятилетнего плана продажи государству продуктов земледелия и животноводства» Алексею Ивановичу Павлову было присвоено звание Героя Социалистического Труда с вручением ордена Ленина и Золотой медали «Серп и Молот».
Умер 13 января 2002 года. Похоронен в родном селе.
Также награждён медалями.